# هيكتور إل فاذر
هيكتور لويس ديلغادو رومان (من مواليد 4 سبتمبر 1979) هو مغني راب ومغني ومنتج تسجيلات بورتوريكو، كان معروفًا سابقًا بأسمائه المسرحية هيكتور إل فاذر«الأب» (Héctor El Father) و هيكتور «إل بامبينو» (Héctor El Bambino).
بعد التقاعد، حصل على شهادة في اللاهوت من جامعة ساوثرين ميثودست وكرس حياته للتبشير بالإيمان المسيحي في موطنه بورتوريكو. في عمله الأخير كواعظ، أثر في العديد من الأرواح، مما دفع العديد من مغني الراب إلى السير على خطاه بما في ذلك زملائه الباتاتا تيتو إل بامبينو وأولمايتي. لقد غير الثلاثي الطريقة التي يُنظر بها إلى مغني الراب داخل بورتوريكو وخارجها إلى الأبد.
أعلن عن تقاعده في عام 2008، ولكن استمرت سلسلته من حفلات وداع حتى مايو 2010. اشتهر كعضو في الثنائي هيكتور و تيتو. كمنتج، عمل ديلغادو مع العديد من منتجي الريغيتون، بالإضافة إلى إميليو استيفان. في عام 2018، عاد مرة أخرى بفيلم سيرته الذاتية ستعرف الحقيقة الذي صدر في 22 مارس 2018. في عام 2021، عاد إلى الموسيقى تحت اسمه الحقيقي هيكتور ديلغادو بألبومه الاستوديو الثالث La Hora Cero الذي يحتوي على موسيقى دينية فقط.

## ديسكوغرافيا

### ألبومات الاستوديو
- 2006: الفتى الشرير (The Bad Boy)
- 2008: الحُكم النهائي (Juicio Final)
- 2021: ساعة الصفر (La Hora Cero)

### ألبومات بث مباشر
- 2007: الفتى الشرير: الحفلة الموسيقية (Bad Boy: The Concert)

### ألبومات تجميع
- 2002: العراب (The God Father)
- 2004: الخارقون للطبيعة (Los Anormales)
- 2005: دماء جديدة (Sangre Nueva)
- 2005: تسجيلات غولد ستار ميوزيك: ضربات ريغيتون (Gold Star Music: Reggaeton Hits)
- 2006: المحتفلون في الديسكوهات (Los Rompe Discotecas)
- 2007: المحتفل في الديسكو: ألبوم المزج (El Rompe Discoteka: The Mix Album)
- 2007: الفتى الشرير: التعديل الأكثر طلباً (The Bad Boy: The Most Wanted Edition)
- 2008: تاريخي المهني (Mi Trayectoria)

## روابط خارجية
- هيكتور إل فاذر التسجيلات من ديسكاغز.كوم
- Héctor Delgado Román discography at MusicBrainz